# Сергеевка (Любашёвский район)
Сергеевка (укр. Сергіївка) — село, относится к Любашёвскому району Одесской области Украины.
Население по переписи 2001 года составляло 206 человек. Почтовый индекс — 66504. Телефонный код — 4864. Занимает площадь 0,684 км².

## Местный совет
66504, Одесская обл., Любашёвский р-н, с. Сергеевка